# Вооружённые силы Мьянмы
Вооружённые силы Мьянмы (бирм. တပ်မတော် — [taʔmədɔ̀] — тамадо, иногда «Татмадо») — совокупность органов управления, войск и сил Мьянмы, предназначенных для защиты свободы, независимости и территориальной целостности государства.
ВС Мьянмы состоят из органов управления, сухопутных войск, военно-морских и военно-воздушных сил. Основная цель военной политики — оборона.  Общая численность личного состава ВС около 406 000 человек. В 2021 году, после проигрыша на выборах лояльной им партии, ВС Мьянмы организовали антиправительственный переворот и установили в государстве военную хунту, которая по состоянию на 2024 год в рамках гражданской войны контролирует меньше половины территории страны. Татмадо обвиняются в совершении ряда преступлений против человечества в течение войны и до неё, включая проведение геноцида.

## Состав

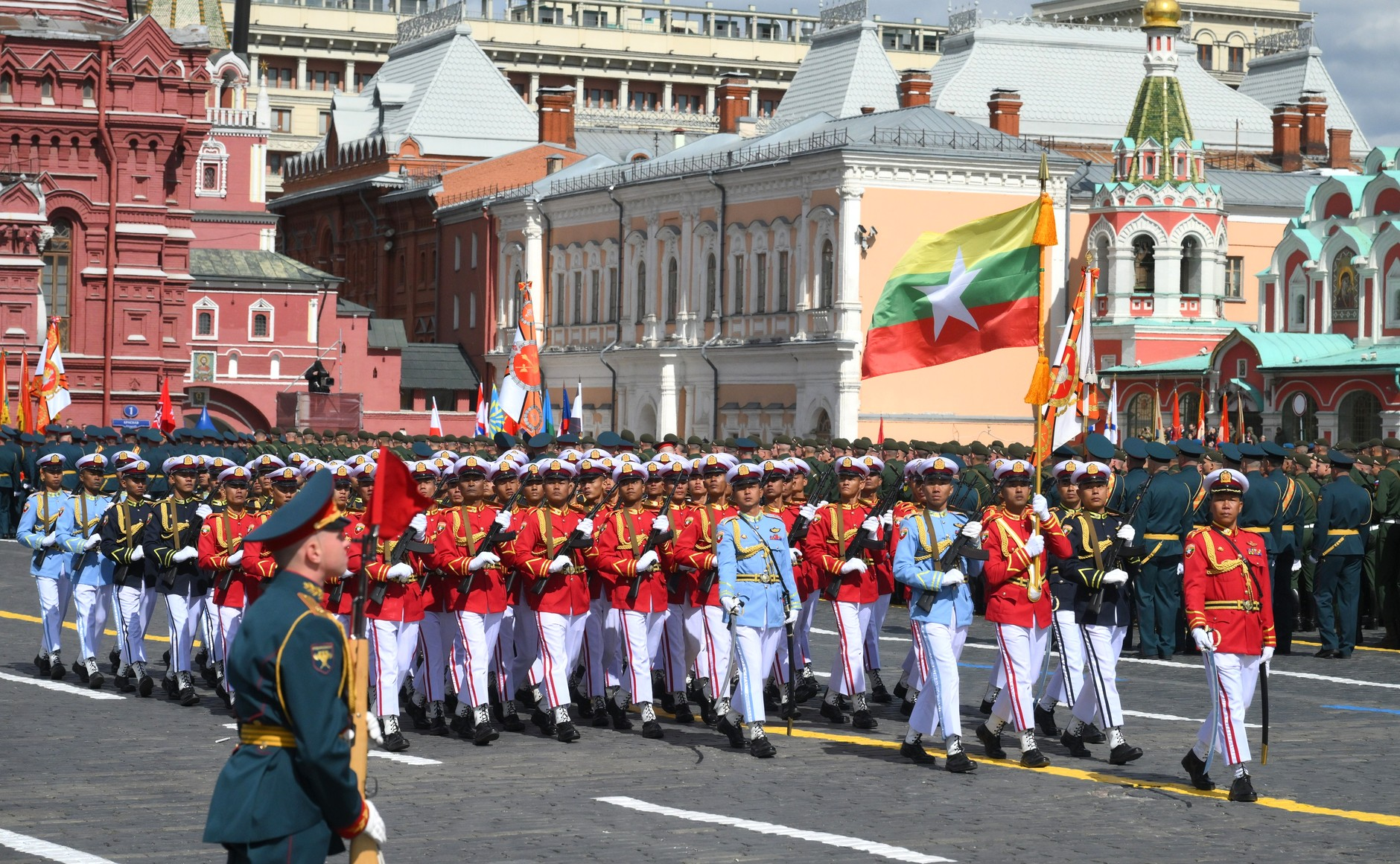
Военнослужащие Мьянмы на Параде Победы 2025 года в Москве

Вооружённые силы состоят из органов управления и трёх видов:
- Сухопутные войска
- Военно-воздушные силы
- Военно-морские силы

### Сухопутные войска
Численность сухопутных войск — около 375 000 человек. Состав — 12 региональных командований (337 пехотных батальонов), 10 лёгких пехотных дивизий, 34 тактических оперативных командования, 14 военных оперативных командований, четыре региональных оперативных командования.
Всего:
- 437 пехотных батальонов;
- 10 танковых батальонов;
- 7 зенитных артиллерийских дивизионов;
- 7 артиллерийских дивизионов;
- 34 отдельных артиллерийских батареи.

Вооружение:
- основные танки (100 единиц Тип-69-2, 50 Т-72) — 150 ед.;
- лёгкие танки — 105 ед.;
- БТР — 325 ед.;
- БРМ — 115 ед.;
- орудия полевой артиллерии — 388 ед. (278 — буксируемые);
- орудия противотанковой артиллерии — 60 ед.;
- ЗАУ — 46 ед.;
- 107-мм РСЗО — свыше 30 ед.

### Военно-морские силы
Численность ВМС — около 16 тыс. чел. (в том числе 800 морская пехота). Имеется единственная исправная подводная лодка, бывшая ДЭПЛ пр. 877 ВМС Индии «Sinduvir». В основе надводной составляющей — три современных корвета УРО, квалифицированные как «фрегаты», построенные при содействии китайских и северокорейских специалистов по стелс-технологии; четвёртый корвет находится в постройке. Помимо них, на местных предприятиях построены три ракетных «стелс»-корвета второго ранга.
Состав:
- фрегаты — 5 ед.[11];
- корветы — 3 ед.[12];
- ракетные катера «Хусин» пр. 037/1G — 6 ед.;
- патрульные корабли (10 «Хайнань» пр.037, 2 «Оспри», 6 «Мьянма») — 18 ед.;
- малые десантные корабли — 5 ед.;
- десантные катера — 13 ед.;
- патрульные катера — 18 ед.;
- речные патрульные катера — 39 ед.;
- гидрографические суда — 3 ед.;
- вспомогательные суда, в том числе, 6 транспортов, танкер, водолазное судно, правительственная яхта.

### Военно-воздушные силы
Численность и состав ВВС: 15 тыс. чел., 125 боевых самолётов.

#### Самолёты
- F-7 — 49 ед.[13];
- FT-7 — 10 ед.[13];
- МиГ-29 — 29 ед. (18 МиГ-29, 6 Миг-29СЕ и 5 Миг-29УБ)[13];
- JF-17M — 4 ед. (предположительно, заказано ещё от 2 до 12)[14];
- Як-130 — 10 ед., по состоянию на ноябрь 2018 года[15][16].
- К-8 — 12 ед.;
- А-5М — 22 ед.;
- G4 «Супер Галеб» — 10 ед.;
- FH-227 — 2 F-27 и 2 F-227 на декабрь 2015[17];
- Fokker F27 — 3 ед.;
- Shaanxi Y-8D — 2 ед.;
- ATR 72-600 — 1 ед.[14];
- Cessna 180 Skywagon — 4 ед.;
- Сессна-550 «Сайтейшен-2» — 1 ед.;
- PC-7 — 12 ед.;
- PC-9 — 9 ед.;
- PC-6А и В — 5 ед;
- Grob G 120TP — несколько[источник не указан 3617 дней] ед.

#### Вертолёты
- Bell 205 — 12 ед.;
- Bell 206 — 6 ед.;
- SA 316 — 9 ед.;
- Ми-17 — 11 ед.;
- Ми-2 — 18 ед.;
- PZL W3 «Сокол» — 10 ед;
- Harbin Z-9 — 1 ед.[14]

### Бюро специальных операций (БСО)

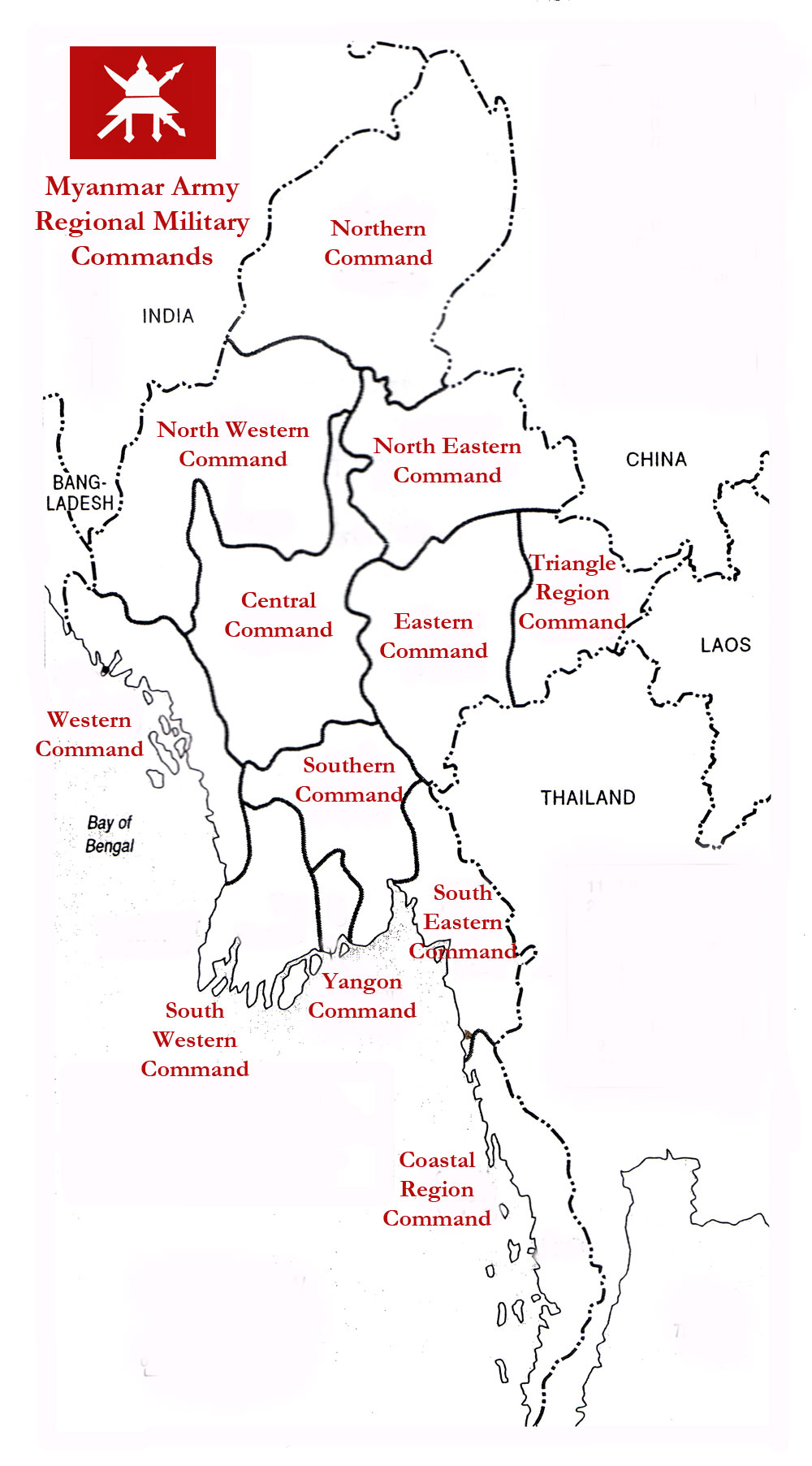
Regional Military Commands (RMC)

Бюро специальных операций (бирм. ကာကွယ်ရေးဌာန စစ်ဆင်ရေး အထူးအဖွဲ့) армии Мьянмы — подразделение высшего подчинения, аналогичное армии в западном понимании и состоящее из 2 или более региональных военных округов (англ. Regional Military Commands, RMC), управляемое генерал-лейтенантом и 6 офицерами штаба. Подразделения были созданы по приказу Генерального штаба 28 апреля 1978 года и 1 июня 1979 года.
В начале 1978 года председатель ПБСП генерал Ней Вин посетил Северо-Восточный командный пункт в Лашио, где прослушал брифинг о вооружённых формированиях Коммунистической партии Бирмы (КПБ) и их операциях. Его сопровождал бригадный генерал Тун Е из Министерства обороны, который был региональным командующим Восточного округа в течение трёх лет, а до того служил в Северо-восточном округе в должности командующего Стратегической оперативной команды (англ. Strategic Operation Command, SOC) и командира лёгкой пехотной дивизии в течение четырёх лет. Так как КПБ проводила свои операции на обширной территории, охватывающей 3 региональных военных округа (Северный, Восточный и Северо-Восточный), бригадный генерал Тун Е являлся наиболее информированным об операциях КПБ командиром бирманской армии на тот момент. В ходе брифинга генерал Ней Вин был впечатлён докладом Тун Е и осознал необходимость тесного взаимодействия между разными региональными военными округами. После этого и было решено создать специальное Бюро в составе Министерства обороны.
Изначально оно было предназначено для проведения «специальных операций», которые требовали координации усилий между командованием различных региональных военных округов. Позже, с появлением других бюро специальных операций, оформилось территориальное разделение зон ответственности. БСО-1 курировало операции Северного, Северо-Восточного, Восточного и Северо-Западного округов, БСО-2 — Юго-Восточного, Юго-Западного, Западного и Центрального округов. Изначально глава БСО состоял в звании бригадного генерала, однако 23 апреля 1979 года руководителей Бюро повысили в звании до генерал-майора, а затем генерал-лейтенанта (1990). С 1995 по 2002 годы начальник Генштаба занимал также пост главы БСО. В начале 2002 года в Генеральный штаб было добавлено ещё два Бюро специальных операций, таким образом, их число достигло четырёх. Пятое БСО создано в 2006 году, шестое — в 2007.
В настоящее время в составе Вооружённых сил Мьянмы 6 Бюро специальных операций.
| Бюро специальных операций     | Региональные военные округа                                                                       | Глава БСО                      | Примечания                           |
| ----------------------------- | ------------------------------------------------------------------------------------------------- | ------------------------------ | ------------------------------------ |
| Бюро специальных операций № 1 | Центральный округ Северный округ Северо-западный округ                                            | Генерал-лейтенант Тун Тун Найн |                                      |
| Бюро специальных операций № 2 | Северо-Восточный округ Восточный округ Регион «Золотого треугольника» Центральный восточный округ | Генерал-лейтенант Я Пье        |                                      |
| Бюро специальных операций № 3 | Юго-Западный округ Южный округ Западный округ                                                     | Генерал-лейтенант Аун Чо Зо    |                                      |
| Бюро специальных операций № 4 | Прибрежный округ Юго-Восточный округ                                                              | Генерал-лейтенант Мин Наун     |                                      |
| Бюро специальных операций № 5 | Округ Янгон                                                                                       | Генерал-лейтенант Чо Свэ       | Занимает пост начальника Генштаба    |
| Бюро специальных операций № 6 | Округ Нейпьидо                                                                                    | Генерал-лейтенант Мья Тун У    | Занимает пост главы Военной разведки |